# Skate graphics
 (avril 2009).
Si vous disposez d'ouvrages ou d'articles de référence ou si vous connaissez des sites web de qualité traitant du thème abordé ici, merci de compléter l'article en donnant les références utiles à sa vérifiabilité et en les liant à la section « Notes et références ».
Les skate graphics sont les dessins que l'on trouve sur les skateboards.
Dès l'apparition des premiers skateboards dans les années 1960 les skateurs ont commencé à personnaliser leurs planches, que ce soit en dessinant, peignant, ou encore en posant des stickers (autocollant) dessus. Pendant cette période la majorité des pratiquants étaient aussi des surfeurs. On retrouve donc une forte influence de la culture surf sur les graphismes des premières planches à roulettes. C'est le début des skate graphics.

## Histoire
C’est tout à la fin des années 1950 et au début des années 1960 que le skateboard fait son apparition. Frustrés de ne pas pouvoir surfer quand l’océan ne le permettait pas, des surfeurs californiens décidèrent de fixer des roues de patins à roulettes sur des planches de bois afin de retrouver des sensations similaires au surf. À cette époque le skate est encore fortement influencé par le surf et les planches ne sont pas très élaborées.
Il faut attendre le début des années 1970 pour que le skate connaisse ses premières évolutions notamment avec les roues en polyuréthane ou encore avec les premiers vrais trucks (axes reliant les roues au skate et permettant de faire des virages). Les possibilités d’utilisations grandissent, c’est le premier boum du skateboard. Des skateparks fleurissent un peu partout aux États-Unis et en Europe mais la pratique de la planche à roulettes étant dangereuse le prix des assurances flamba forçant la plupart à fermer. N’ayant plus d’endroits où pratiquer leur « sport » les skateurs restants se dirigèrent naturellement vers le meilleur terrain de jeu qui soit : la rue. Offrant de nouveaux horizons, cette dernière amène le skate à devenir ce qu’il est aujourd’hui avec son image, ses marques, et ses valeurs.

## Du skateboard à l'art

### Le commencement
Quand le skateboard commence à se développer dans les années 1970 les seuls motifs que l’on peut apercevoir sous les planches sont les logos des quelques marques de l’époque telles que Powell Peralta, Dogtown, Sims… Il faut attendre la fin de la décennie pour voir les premiers vrais dessins mais cela reste hésitant. C’est au début des années 1980 que le graphisme des planches commence à prendre toute son importance. Des artistes comme Wes Humpston, Jim Phillips, John Lucero, Courtlandt Johnson étaient des précurseurs dans ce domaine. On retrouve, dans les graphismes de l’époque, une forte influence de la musique punk/hard rock, les têtes de mort étaient omniprésentes. Pushead était le spécialiste en la matière et a beaucoup influencé avec ses dessins réalisés pour la marque Zorlac. 
L’autre grande tendance du moment était les dessins de Jim Philips, dans la lignée d’Ed « Big Daddy » Roth avec des graphismes fondés sur le thème de monstres conduisant des voitures dans le style hot rod typique à la Californie.
En 1988, Steve Rocco un skateur professionnel décide de monter son entreprise de skateboard, SMA Rocco, dont le nom change un an plus tard pour World Industries. Rocco est le premier à sponsoriser uniquement des skateurs faisant du street. Avec l’artiste Marc McKee ils marquent considérablement leur époque en utilisant le style cartoon en y imprégnant un esprit sale gosse. Ils ne se refusent rien en allant parfois même à l’encontre de ce que les skateurs souhaitent.

### L'évolution
À travers ses réalisations graphiques, le skate devient un moyen d’expression et de communication. Les pros modèles (planches à l’effigie des skateurs professionnels) créent un lien entre le professionnel et l'acheteur de la planche. Les pros travaillant avec les graphistes pour l’élaboration de leurs modèles on retrouve dans chaque planche la personnalité de l’un et le style de l’autre. Les œuvres réalisées sous les planches sont extrêmement variées. Des événements socioculturels aux demandes les plus folles des skateurs, les domaines d’inspiration des artistes sont larges et diversifiées. Pour Todd Francis, artiste pour Deluxe Distribution, «Le skate a une riche tradition du design que l’on ne peut placer dans aucune catégorie ».
Parfois les artistes se servent du skateboard pour dénoncer, critiquer ou encore faire passer un message. On peut prendre l’exemple de la planche Blind « Accidental Gun Death », pro model de Guy Mariano réalisé par Marc McKee en 1992, représentant en style comics le moment où deux parents qui découvrent leur fils venant de tuer son frère avec leur propre arme. Ou encore la planche Prime « Fat America », pro model de Kris Markovich réalisé par Sean Cliver en 1995, représentant deux obèses aux couleurs des États-Unis. Caricatures, parodies de célébrités ou de personnages en tous genres font aussi partie intégrante de la réalisation artistique skate.

### Aujourd'hui
Si les artistes savent s’adapter aussi rapidement aux événements qui les entourent pour s’inspirer dans leur travail c’est grâce à la fréquence de sortie élevée de nouvelles collections et modèles. Avant le milieu des années 1990 il fallait plusieurs mois pour sortir un nouveau modèle alors que maintenant il n’en faut presque plus qu’un seul. Cela va très vite et permet donc une innovation permanente. Chaque marque a sa propre esthétique, sa propre image et cela dans le but de se différencier des autres. À l’heure actuelle, on peut distinguer différentes grandes tendances dans le graphisme des marques de skateboard. Il y a les marques sombres avec Zero, Mystery, Heroin… les marques encrées dans le style cartoon, enfantin avec World Industries et Blind, les marques classes avec Girl, Chocolate… les marques tournées sur l'environnement avec Element et la liste n’est pas exhaustive.
Toutes les marques possèdent toutes un signe distinctif (logo, motif ou personnage) qui les personnalisent et permettent de les identifier. Parmi les plus connus on retrouve le personnage « Devil Man » créé par Marc McKee en 1996 et qui reste actuellement l’emblème de la marque World Industries. Hier comme aujourd’hui la décoration des planches a une très grande importance pour l’industrie du skateboard. Pour un grand nombre de skateur, et plus particulièrement les jeunes, le graphisme de la planche est le critère le plus important dans l’achat de l’une d’elles. Aujourd’hui il est possible de réaliser ses propres modèles de planche par le biais d’entreprises spécialisées. L’histoire du skate graphisme est loin d’être terminée. SMOOS stickers est une marque de stickers artistiques issue du milieu skate et a développé cet univers sur autocollant.

## Les techniques d'impression
On distingue plusieurs techniques d’impression (imprimerie) pour le skateboard :

### Techniques d'impression industrielles

#### Sérigraphie
Jusqu'au début des années 1990, les planches étaient dans leur majorité décorées  par sérigraphie, ce qui permettait uniquement l'emploi d'aplats de couleurs, les différentes couches de couleur étant directement appliquées sur le bois de la planche.

#### Transfert à chaud
Avec le développement des outils numériques et l'arrivée des imprimantes à jet d'encre haute définition et des imprimantes à sublimation thermique, les possibilités graphiques ont été démultipliées. Les fabricants peuvent désormais reproduire des créations en qualité photographique et sans contraintes de nombre de couleurs.
Le procédé qui reste le plus employé de nos jours est le couple sublimation thermique/transfert à chaud. Avec ce procédé, ce n'est pas le bois qui est directement imprimé : on imprime par sublimation un film plastique (film transfert), lequel est appliqué, voire incrusté à la planche par pressage à chaud (presse à chaud). La presse utilisée est  généralement composée de 2 rouleaux en silicone chauffés à au moins 200°. Chaque planche, sur laquelle est simplement positionné le film de transfert, est entrainée entre les 2 rouleaux chauffants, et ressort « imprimée ». Le technicien n'a plus qu'à enlever les parties du film qui dépassent à la main ou à l'aide d'un grattoir ou d'une lime.

### Autres techniques d'impression
On note depuis quelques années[Quand ?] l'apparition de services (notamment en ligne) de personnalisation de décoration de skateboard à destination du grand public aux États-Unis et en Europe. La décoration est alors réalisée par application de vinyle adhésif (autocollant). Comme pour le transfert à chaud, c'est un film imprimé à part par impression numérique jet d'encre ou par sublimation thermique, mais est ensuite appliqué à froid sur la planche (principe dit de total-covering). Les impressions de ce type permettent d'obtenir des planches très bien finies, mais dont la décoration s'usera moins « proprement »  qu'une planche décorée par transfert à chaud (à l'usage : petits copeaux, relief…) (cf source article comparatif le site du skateboard).